# ザ・ガード〜西部の相棒〜
『ザ・ガード〜西部の相棒〜』(ザ・ガード せいぶのあいぼう、The Guard) は、2011年のアイルランドのブラック・コメディ映画。ジョン・マイケル・マクドナーの監督長編第1作であり、ブレンダン・グリーソンが主人公の警官を演じた。

## ストーリー
アイルランド西部コネマラ山地の小さな町で働く倫理的に奔放な巡査部長ボイルは、アフリカ系のFBI捜査官エヴァレットと「5億ドル相当」とされる国際的な麻薬取引の捜査にあたる。密売組織はボイルを除くほとんどの警官を買収しており、ボイルにも贈賄や脅迫を試みるが、ボイルは一向に取り合わない。ダブリンから来た新任の同僚は殺され、ついに取引当日の夜、ボイルも組織の一員オリーリーに銃口を向けられる。しかし機転を利かせて危機を脱したボイルは、そのときFBIが向かっていた場所とは別の本当の取引場所をオリーリーから聞き出していた。ボイルとエヴァレットは密輸現場に駆けつけるが、救援は来ない。そこで2人は、組織の顔役シーヒー＝スケフィントンやコーネルらとの銃撃戦に身を投じていく。

## キャスト
- ジェリー・ボイル巡査部長: ブレンダン・グリーソン
- ウェンデル・エヴァレットFBI捜査官: ドン・チードル
- フランシス・シーヒー＝スケフィントン: リアム・カニンガム
- リアム・オリーリー: デイヴィッド・ウィルモット
- エイダン・マクブライド警察官: ローリー・キーナン（英語版）
- クライヴ・コーネル: マーク・ストロング
- アイリーン・マクブライド: フィオヌラ・フラナガン
- イーファ: ドミニク・マケリゴット
- シネイド: サラ・グリーン
- ガブリエラ・マクブライド: カタリーナ・チャス（英語版）

## 製作
マクドナーは脚本の執筆に際し、ジョン・フォードやプレストン・スタージェスのユーモアと、1970年代のアメリカ映画におけるウォルター・マッソーやチャールズ・グローディンらのキャラクターの憂愁に着想を得た。
6週間を予定した撮影は2009年10月29日、アイルランド西部ゴールウェイ県のスピダルで始まり、コネマラ山地、レターマレン、バーナなどを回った後、東部のウィックロー県でも行われた。

## 公開
映画は2011年1月20日、サンダンス映画祭のワールド・シネマ部門で初上映された。アイルランドではエレメント・ピクチャーズにより2011年7月7日に、アメリカではソニー・ピクチャーズ クラシックスにより7月29日に、イギリスではオプティマム・リリーシングにより8月19日にそれぞれ一般公開された。日本では2011年11月19日より大阪ヨーロッパ映画祭で、2012年5月26日よりEUフィルムデーズで、いずれも『アイルランドの事件簿』のタイトルで上映された。その後2012年6月21日、DVDが発売された。
2011年9月、本作は2006年の『麦の穂をゆらす風』を抜き、国内興行で最も多く収益を上げたアイルランドのインディペンデント映画となった。

## 評価
本作は批評家から高い評価を得ている。映画のレビューを集積するウェブサイトRotten Tomatoesは121件のレビューを基に好意的な評価の割合を95%、評価の平均を7.7/10、批評家の総意を「アイルランドの強烈な味わいと、とても憎めない主役のブレンダン・グリーソンを伴った凄まじい極上コメディ」としている。有力媒体の批評から100点満点の加重平均値を導くMetacriticは29件の批評を基に78という「広く好意的な評価」の値を示している。
『ハリウッド・リポーター』のトッド・マッカーシーは「この捻りの利いた、かつ極めて達成された相棒警官ものの変奏曲は、ブレンダン・グリーソンによる多様な演技で覆われている」と映画を讃えた。また、『バラエティ』のジャスティン・チャンは「クリス・ギルの手際よい編集やキャレキシコの類を見ないスコアから、撮影監督ラリー・スミスの明るく色鮮やかな室内と暗く無骨なゴールウェイの景色を行き来するダイナミックなカメラワークまで、作り手は活気よく火花を散らしている」と映画の技術面を評価した。

## 受賞とノミネート
| 賞                           | 部門                                    | 対象                         | 結果       |
| ---------------------------- | --------------------------------------- | ---------------------------- | ---------- |
| 英国インディペンデント映画賞 | ダグラス・ヒコックス賞                  | ジョン・マイケル・マクドナー | ノミネート |
| 英国インディペンデント映画賞 | 脚本賞                                  | ジョン・マイケル・マクドナー | ノミネート |
| 英国インディペンデント映画賞 | 主演男優賞                              | ブレンダン・グリーソン       | ノミネート |
| サンディエゴ映画批評家協会賞 | 主演男優賞                              | ブレンダン・グリーソン       | ノミネート |
| サテライト賞                 | 編集賞                                  | クリス・ギル                 | 受賞       |
| サテライト賞                 | 映画主演男優賞                          | ブレンダン・グリーソン       | ノミネート |
| サテライト賞                 | 監督賞                                  | ジョン・マイケル・マクドナー | ノミネート |
| サテライト賞                 | オリジナル脚本賞                        | ジョン・マイケル・マクドナー | ノミネート |
| ダブリン映画批評家協会賞     | アイルランド映画賞                      | 『ザ・ガード〜西部の相棒〜』 | 受賞       |
| ダブリン映画批評家協会賞     | 国内ブレイクスルー賞                    | ジョン・マイケル・マクドナー | 受賞       |
| ゴールデングローブ賞         | 主演男優賞 (ミュージカル・コメディ部門) | ブレンダン・グリーソン       | ノミネート |
| ロンドン映画批評家協会賞     | 英国作品賞                              | 『ザ・ガード〜西部の相棒〜』 | ノミネート |
| ロンドン映画批評家協会賞     | ブレイクスルー英国映画作家賞            | ジョン・マイケル・マクドナー | ノミネート |
| ロンドン映画批評家協会賞     | 英国男優賞                              | ブレンダン・グリーソン       | ノミネート |
| 英国アカデミー賞             | オリジナル脚本賞                        | ジョン・マイケル・マクドナー | ノミネート |
| NAACPイメージ賞              | 助演男優賞                              | ドン・チードル               | ノミネート |
| ブラック・リール賞           | 助演男優賞                              | ドン・チードル               | 受賞       |